# 迪于斯
迪于斯（法語：Diusse，法語發音：[djys]）是法国大西洋比利牛斯省的一个市镇，属于波城区。

## 地理
迪于斯（43°33'48"N, 0°9'52"W）面积5.31 平方千米，位于法国新阿基坦大区大西洋比利牛斯省，该省份为法国东南部省份，涵盖了贝阿恩与北巴斯克，西临大西洋比斯開灣，北至朗德省，东北接热尔省，东临上比利牛斯省，南与西班牙接壤。
与迪于斯接壤的市镇（或旧市镇、城区）包括：维耶拉、欧布斯、孔谢德贝阿尔恩、蒙迪斯、波尔泰、塔杜斯-于索。

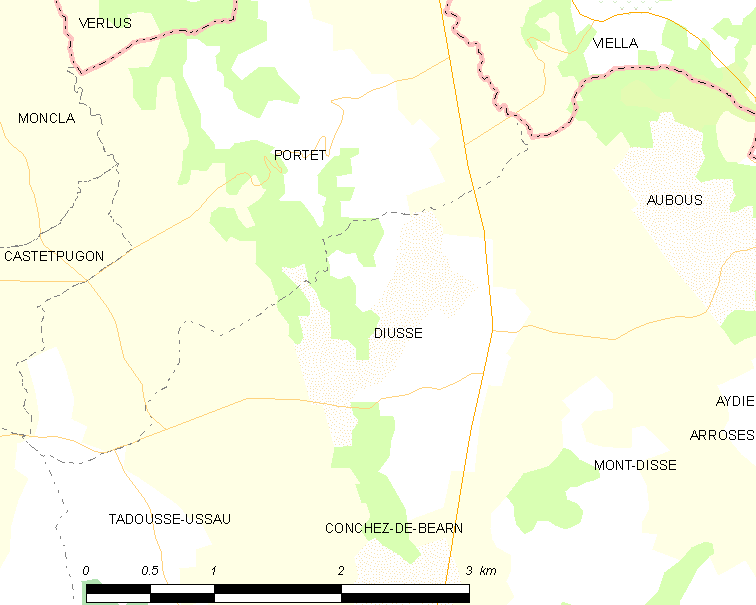
迪于斯的OSM定位图

迪于斯的时区为UTC+01:00、UTC+02:00（夏令时）。

## 行政
迪于斯的邮政编码为64330，INSEE市镇编码为64199。

## 政治
迪于斯所属的省级选区为吕伊河土地和维克比伊山坡县。

## 人口

1962-2008年间迪于斯人口变化图示

迪于斯于2022年1月1日时的人口数量为144人。